# Wilhelm von Stauffenberg
Wilhelm Franz Clemens Freiherr Schenk von Stauffenberg (ur. 24 marca 1879 w Augsburgu, zm. 13 lutego 1918 w Monachium) – niemiecki lekarz neurolog. 
Należał do szlacheckiego rodu Stauffenbergów; urodził się jako syn Karla Marii Schenk von Stauffenberga (1844–1887) i Marii Schrenck von Notzing (1856–1925). Początkowo studiował prawo, z czasem zdecydował się na studia medyczne. Medycynę studiował na Uniwersytecie w Monachium, Würzburgu, Bonn i Tybindze. Studia ukończył w 1908. W 1913 roku został privatdozentem. Był asystentem Friedricha von Müllera w II Klinice monachijskiego uniwersytetu. 
Zajmował się problemem lokalizacji ośrodków mózgu, miał również kontakty z kliniką Burghölzli w Zurychu, w której przez pewien czas pracował.
Głęboko interesował się sztuką i literaturą; był osobistym lekarzem i przyjacielem Rainera Marii Rilkego od 1914 roku. Jego przyjaciółką była również Mechtilde Lichnowsky.
Zmarł na zapalenie płuc w 1918 roku w wieku 39 lat.

## Wybrane prace
- Ein Fall von Encephalitis periaxialis diffusa (Schilder)[4]. 1918
- Zwei Fälle von Hemianästhesie ohne Motilitätsstörung[5]. 1909
- Beitrag zur Lokalisation der Apraxie[6]. 1911
- Der Wandel der Anschauungen über Gehirnlokalisation. Münchener medizinische Wochenschrift 60, 2466–2469, 1913
- Über Seelenblindheit (Opt. Agnosie) nebst Bemerkungen zur Anatomie der Sehstrahlung. Arbeiten aus dem Hirnanatomischen Institut in Zürich 8, 1-212, 1914
- Über Begriff und Einteilung des „Infantilismus”. Münchener medizinische Wochenschrift 61, 255-257, 1914
- Zur Kenntnis des extrapyramidalen motorischen Systems  und  Mitteilung eines Falles von sogenannter „Atrophie olivo-ponto-cérébelleuse“[7]. 1918
- Klinische und anatomische Beiträge zur Kenntnis der aphasischen, agnostischen und apraktischen Symptome[8]. 1918